# Acura Integra (DE)
Acura Integra (DE) — компактный автомобиль, выпускаемый с 2022 года подразделением Acura японской компании Honda. 

## Описание
Acura Integra (DE), разработанный в Японии, был представлен 10 марта 2022 года. Дизайн серийной модели почти идентичен предсерийной. Интерьер серийной Integra имеет несколько общих частей от Civic одиннадцатого поколения, включая информационно-развлекательную систему. 107,7-дюймовая колёсная база идентична Civic.
Integra продаётся в трёх комплектациях: базовая, средняя (A-Spec) и топовая (A-Spec Technology Package). Все комплектации имеют вариатор, в то время как комплектация A-Spec Technology Package имеет шестиступенчатую механическую трансмиссию с дифференциалом повышенного трения.

2 июня 2022 года автомобиль Acura Integra (DE) был представлен в Северной Америке.

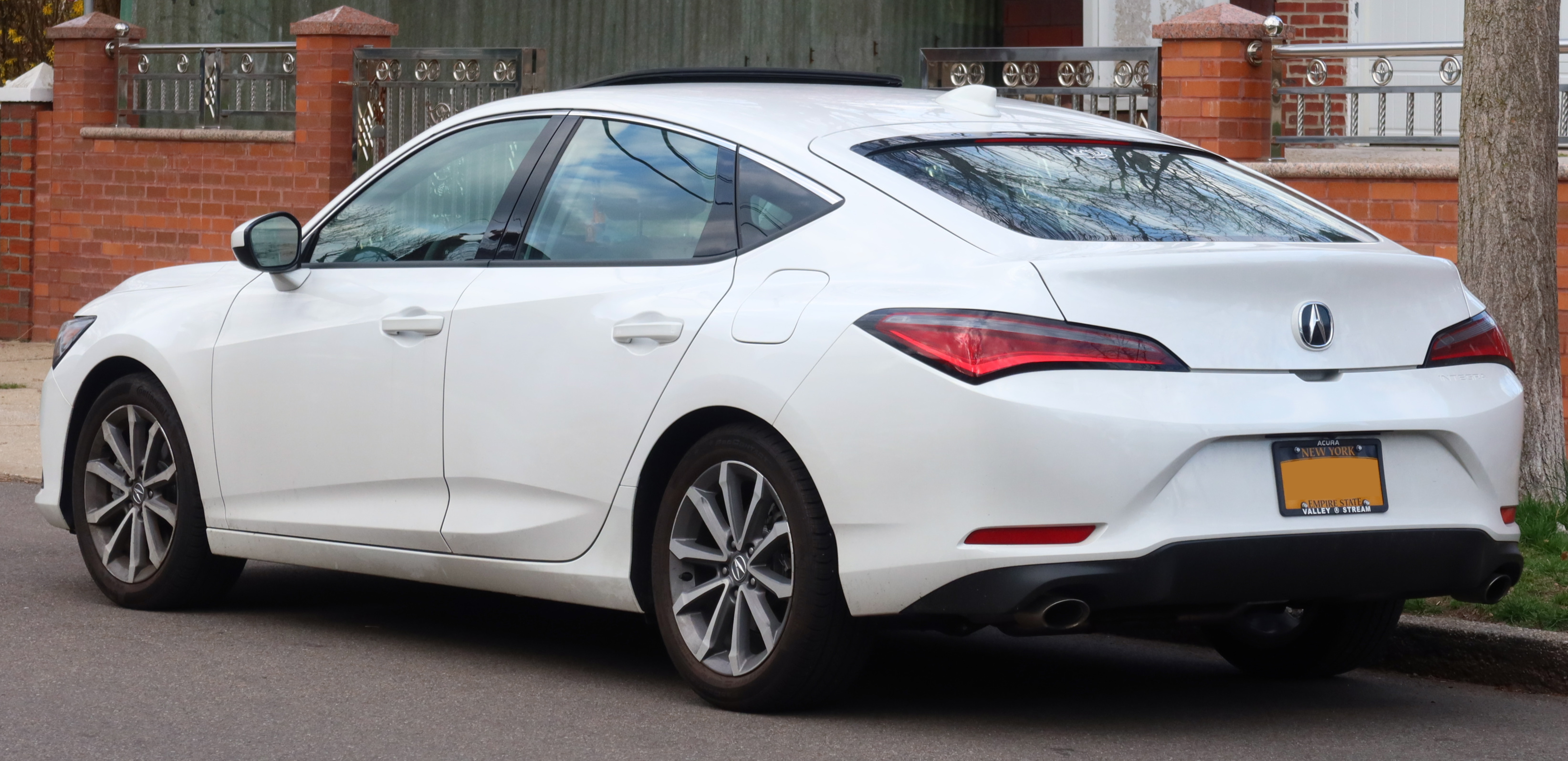
Вид сзади
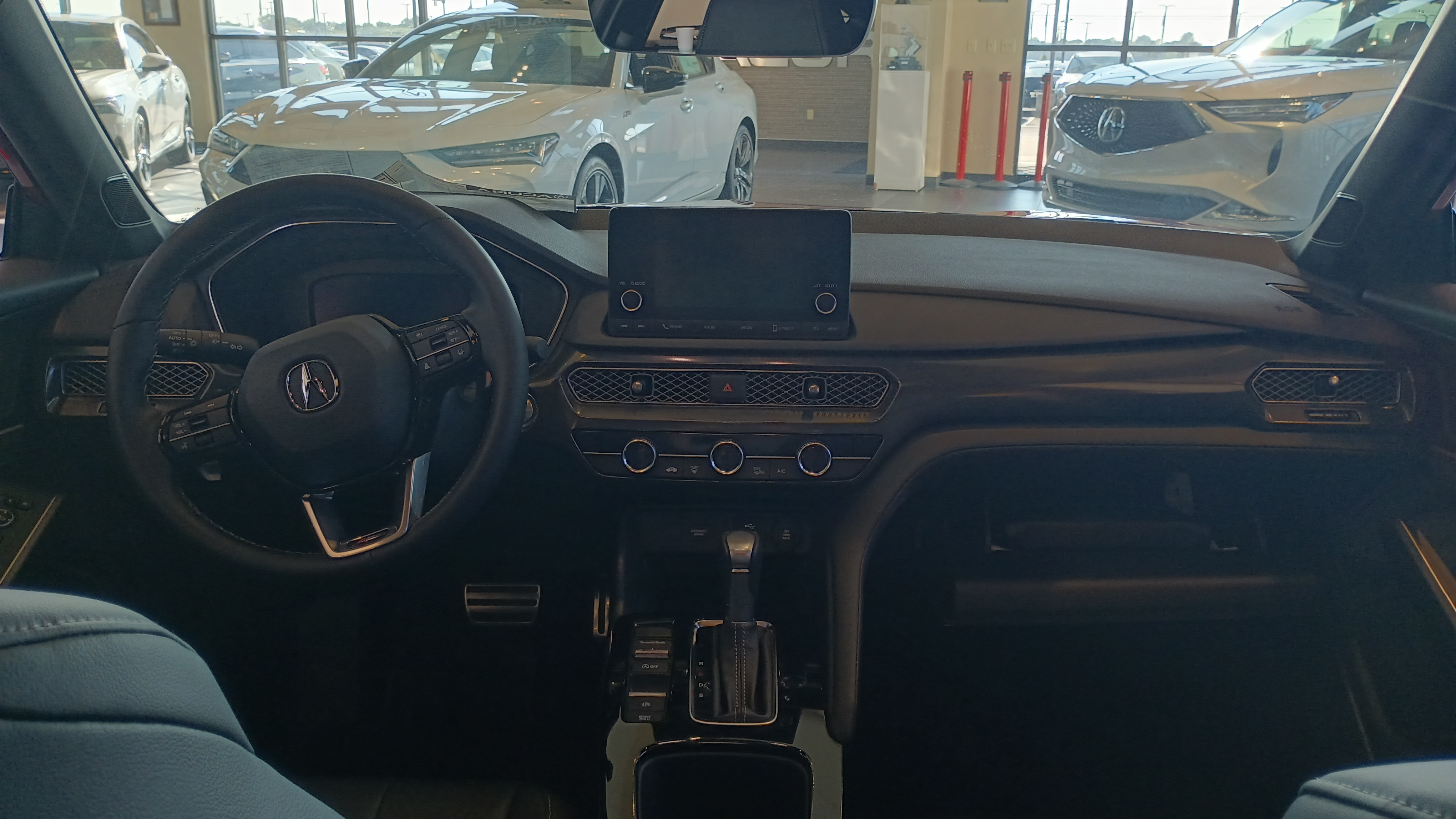
Интерьер

## Type S (DE5)

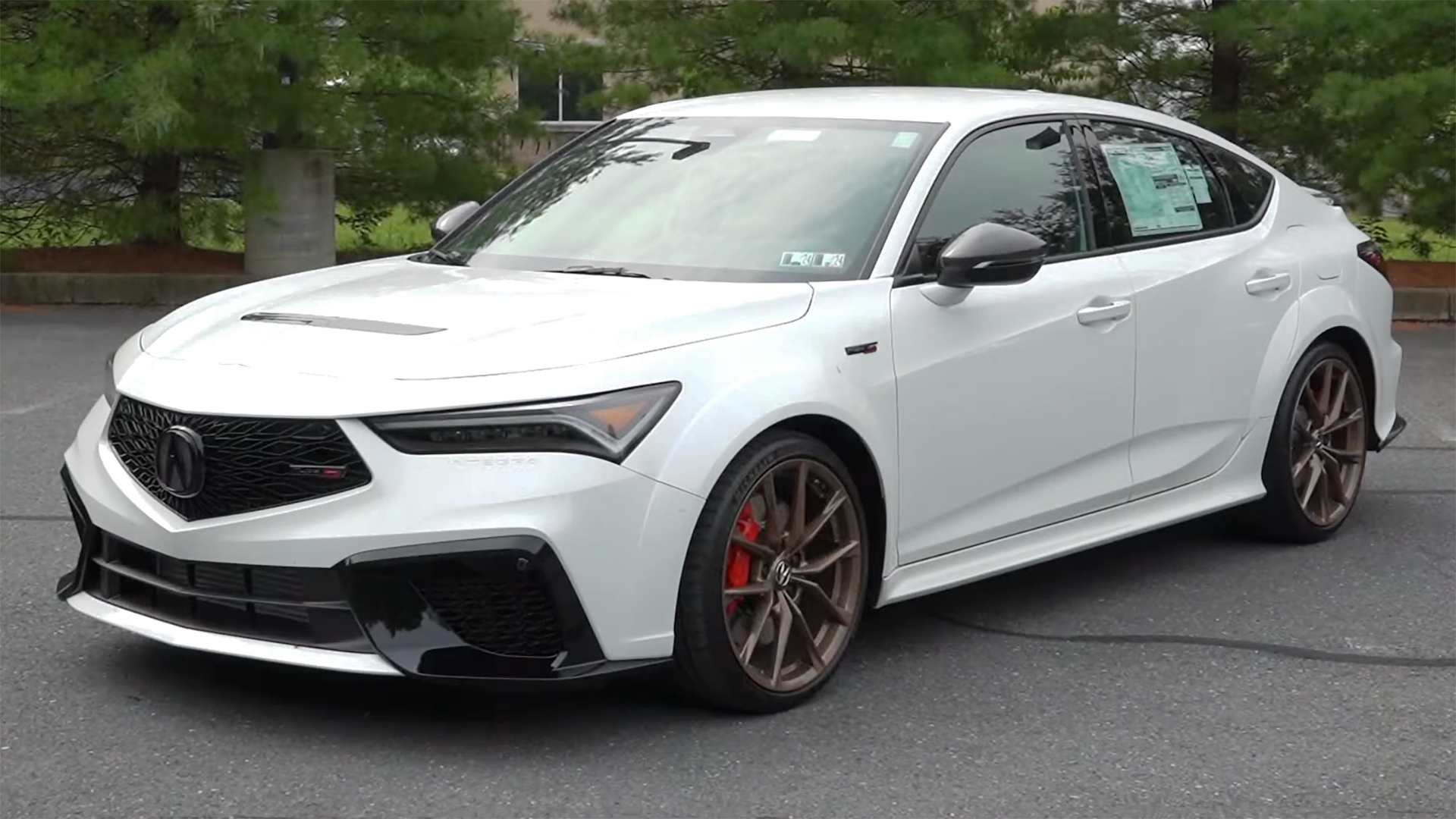
2024 Integra Type-S

Integra Type S (DE5), представленный 11 апреля 2023 года, имеет четырёхпоршневые тормоза Brembo. Он оснащён 2,0-литровым рядным четырёхцилиндровым двигателем K20C1 с турбонаддувом мощностью 320 л. с. при 6500 об/мин и крутящим моментом 420 Н·м при 2600—4000 об/мин. Коробка передач — шестиступенчатая механическая. Комплектации — Comfort, Sport и Sport+.

## Интересные факты
Acura Integra (DE) снимался в аниме-сериале Chiaki's Journey, посвящённом рекламе Acura Type-S, в качестве камео.